# Jonathan Joel Rodríguez
Jonathan Joel Rodríguez (Marcos Juárez, Provincia de Córdoba, Argentina, 30 de marzo de 1994) es un futbolista argentino que juega de delantero. Actualmente se encuentra en el club Villa Argentina de Marcos Juárez. 

## Clubes
| Club                                                 | País      | Año         |
| ---------------------------------------------------- | --------- | ----------- |
| Vélez Sársfield                                      | Argentina | 2014 - 2015 |
| Argentinos Juniors                                   | Argentina | 2015 - 2016 |
| Lobos BUAP                                           | México    | 2016        |
| Chacarita Juniors                                    | Argentina | 2016 - 2017 |
| PAS Giannina                                         | Grecia    | 2017        |
| Santiago Morning                                     | Chile     | 2018        |
| Defensores de San Marcos Sud                         | Argentina | 2019        |
| Complejo Deportivo Teniente Origone Justiniano Posse | Argentina | 2020        |
| Club Villa Argentina Marcos Juárez                   | Argentina | 2021- Act.  |